# Gomphocentrum
Gomphocentrum es una sección del género Angraecum perteneciente a la familia de las orquídeas.
Contiene  unas 20 especies originarias de Madagascar, Mascareñas y África continental.  Se caracterizan por tener pequeñas flores de color verde.

## Especies seleccionadas
Tiene unas 20 especies:
- Angraecum acutipetalum  Schltr.
- Angraecum andringitranum Schltr.
- Angraecum calceolus Thou.
- Angraecum caulescens Thou.
- Angraecum cornucopiae H.Perrier